# Вормски конкордат
Вормски конкордат је споразум склопљен 23. септембра 1122. године у Вормсу између папе Калиста II и Хенрика V којим је завршена борба за инвеституру.

## Увод
Сукоб између папе и европских монарха заоштрио се у другој половини 11. века када се на папској столици налазио клинијевски монах и жестоки поборник реформе, Гргур VII Хилдебранд, а на немачком царском трону Хенрик V. Године 1073. папа је објавио свој програм - Dictatus papae - у коме је истакао да је папа сениор свих владара. Сукоб папе и цара кулминирао је 28. јануара 1077. године у замку Каноса. Цар је екскомунициран из цркве па је морао покајнички да тражи папин опроштај. Био је то вешт Хенриков дипломатски опроштај јер папа као хришћанин није могао да одбије покајање. Ипак, сукоби су наставили још неколико деценија, проширили су се и на остале европске монархије, посебно на Енглеску где се заоштрио спор папе Паскала II и Хенрика I, а завршене су Вормским конкордатом из 1122. године.

## Конкордат
Вормским конкордатом цареви су одустали од инвеституре, односно од права на именовање бискупа, укључујући и самог папу. Тиме су испуњени захтеви реформског покрета на челу са Гргуром који је и покренуо сукоб. Хенрик се успео изборити да буде присутан приликом избора свих бискупа у Немачкој и пресуди у случају спора, односно једнаког броја гласова између више кандидата. Вормски конкордат је следеће године потврђен на Првом латеранском сабору.